# Ganggrab von Nørre Hvalsø
Das Ganggrab von Nørre Hvalsø (dänisch Nørre Hvalsø Jættestue) liegt im Nordwesten von Kirke Hvalsø auf der dänischen Insel Seeland.
Das 1932 restaurierte Ganggrab ist ein kleines Doppelganggrab (dänisch Dobbelt- oder Tvillingejættestue) in einem Hügelrest. Es entstand im Neolithikum zwischen 3500 und 2800 v. Chr. als Megalithanlage der Trichterbecherkultur (TBK). Das Ganggrab ist eine Bauform jungsteinzeitlicher Megalithanlagen, die aus einer Kammer und einem lateralen Gang besteht.
57 Doppelganggräber, bei denen zwei Kammern zumeist an ihren benachbarten Schmalseiten gemeinsame Tragsteine aufweisen, findet man auf Seeland. Die nördliche Kammer von etwa 2,5 × 2,0 m hat acht Tragsteine und einen nicht vorhandenen Deckstein. Der Gang besteht aus sechs Tragsteinen. Von der südlichen Kammer sind drei Steine der Kammer und ein Gang aus fünf Steinpaaren und einem Deckstein erhalten. 
In der Nähe liegen der Dolmen von Kirke-Hvalsø und der Runddysse von Smidstrup.